# Richard J. F. Chartier
Pour les articles homonymes, voir Chartier.
 (juin 2017).
Richard J. F. Chartier est juge en chef du Manitoba (Canada).  
Il est nommé à cette fonction en mars 2013, après avoir été juge à la Cour d'appel du Manitoba à partir de 2006.  On lui doit en mai 1998 le rapport "Avant toute chose, le bon sens" sur les services en français du gouvernement au Manitoba, surnommé le "rapport Chartier", qui a contribué à l'amélioration des services francophones, entre autres dans le domaine de la justice,.